# Platygyra crosslandi
Platygyra crosslandi là một loài san hô trong họ Faviidae. Loài này được Matthai mô tả khoa học năm 1928.